# Ute Lehmann (Keramikerin)
Ute Lehmann (* 1960 in Salzburg; † 2015 ebenda) war eine österreichische Keramikerin und Grafikerin.

## Leben
Ute Lehmann wurde als die jüngste Tochter des Künstlerehepaars Arno Lehmann (Keramiker und Bildhauer) und der Keramikerin Herta Dick-Lehmann geboren. Von 1978 bis 1983 absolvierte sie die Meisterklasse für Keramik an der heutigen Kunstuniversität Linz. Ihren Diplomabschluss legte sie mit Auszeichnung bei Günter Praschak ab. Für weiterführende Studien besuchte sie die Internationale Sommerakademie in Salzburg.

## Anerkennungen
- 1984 Kunstpreises der Salzburger Wirtschaft – Förderungspreis[1]
- 2001 Karl-Weiser-Preis

## Werk
Ihre Arbeiten begannen mit traditionellen Gefäßgestaltungen. Bald aber wandte sie sich fragilen Plastiken mit durchbrochen gestalteter Außenhaut bis hin zu großformatigen, figürlichen Plastiken mit außergewöhnlichen Oberflächeneffekten zu. In ihrer letzten Schaffenszeit wandte sie sich den Themen Digitalisierung und moderne Kommunikation zu; sie entwickelte dabei neue Möglichkeiten, mit der Farbe Schwarz auf die Schattenseiten dieses Themenbereichs hinzuweisen.
Einige ihrer Arbeiten sind in den Besitz des Salzburg Museums. Nach ihrem Ableben erhielt das Museum auch eine Schenkung aus ihren Nachlass von elf Keramikobjekten und vier Grafiken.